# Nova Brasilândia d'Oeste
Nova Brasilândia d'Oeste är en kommun i Brasilien.   Den ligger i delstaten Rondônia, i den centrala delen av landet, 1 600 km väster om huvudstaden Brasília. Antalet invånare är 19 845.
Omgivningarna runt Nova Brasilândia d'Oeste är huvudsakligen savann. Runt Nova Brasilândia d'Oeste är det glesbefolkat, med 14 invånare per kvadratkilometer.